# Convento de San Antonio (Madrid)
El convento de San Antonio de Padua (también conocido como convento de San Antonio del Prado) fue un convento capuchino en Madrid fundado en el siglo XVII,  hoy desaparecido.

## Historia

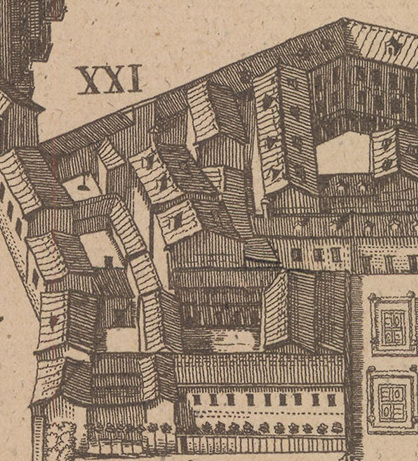
Vista del convento en el plano de Teixeira (1656).

El convento fue fundado a raíz de la llegada a España en 1609 de una comunidad de capuchinos procedentes de Alemania, de donde había huido por causa de persecuciones religiosas. Estos frailes se instalaron en el Hospital de los Italianos. Por aquel entonces, Francisco de Sandoval, I duque de Lerma y por entonces valido de Felipe III, determinó darles un nuevo establecimiento cerca de su propia casa. En 1612 se puso la primera piedra del nuevo edificio. Los reyes asistieron a la dedicación de la iglesia del convento. Hacia 1615 el duque de Lerma mandó hacer un pasadizo desde la tribuna que tenía en la iglesia del convento, hasta la que también tenía en el vecino convento de Santa Catalina de Siena, también de su patronazgo.
El convento cobró una gran importancia cuando en 1714 tras la muerte de María Luisa Gabriela de Saboya el 14 de febrero, su esposo Felipe V se retiró a vivir en las vecinas casas del duque de Medinaceli (que había heredado del duque de Lerma). En ese momento la iglesia hizo funciones de capilla real y las dependencias del convento sirvieron para albergar a la corte, motivo por el cual los frailes capuchinos tuvieron que trasladarse a vivir a otros conventos.
Finalmente Felipe V abandonó la casa de los duques de Medinaceli el 29 de enero de 1715.
En ese momento y antes de la vuelta de los capuchinos se construyó una nueva iglesia del convento.
Hacia 1786 se fabricaría un nuevo altar mayor para la iglesia.
Los frailes tuvieron que abandonar el convento a raíz de la Desamortización de Mendizábal en 1834.
La iglesia sería derribada 1890.

## Descripción
Se situaba entre la actual plaza de las Cortes y las calles San Agustín y Cervantes.
A la iglesia del convento se accedía por el lado suroeste de la plaza de las Cortes. Este templo, desde la reforma de 1716, tenía planta de cruz latina y cúpula.
Antonio Ponz en su Viage de España realiza una descripción de algunas de las obras más destacadas del convento. 
- En el altar mayor un cuadro de San Antonio con el niño, la Virgen y ángeles de Antonio de Pereda;
- a los lados del presbiterio: una Magdalena y Jesús disputando con los doctores en el Templo, de Luca Giordano;
- en las paredes del crucero: copias de La túnica de José de Velázquez, y del Centurión a los pies de Cristo, por Paolo Veronese;
- en un altar del crucero, una pintura al estilo de Giordano representando a San Pedro de Alcántara confesando a Santa Teresa de Jesús;
- a los pies de la iglesia, una Sagrada Familia de Manuel Castejón;
- en la sacristía algunas pinturas de Francisco de Solís.

### Individuales
1. ↑  Lopezosa Aparicio, Concepción (2008). «La imagen de la ambición: el Real Gallinero en los altos del Prado/The image of the ambition: The Royal Henhouse in the high place of the Prado». Anales de Historia del Arte: 213-228.
2. ↑  Sánchez González, Antonio (2017). El arte de la representación del espacio: mapas y planos de la Colección Medinaceli. Universidad de Huelva. p. 294. ISBN 978-84-17066-30-7. Consultado el 18 de febrero de 2022.
3. ↑  Lopezosa Aparicio, Concepción (1998). «La residencia del Duque de Lerma en el Prado de San Jerónimo, traza de Gómez de Mora». Madrid: Revista de arte, geografía e historia (1): 457-486. ISSN 1139-5362. Consultado el 20 de febrero de 2022.
4. ↑  Alfonso Lopez, ed. (1786). Sermon que con motivo del nuevo altar mayor construido en la Iglesia de S. Antonio del Prado ... de Madrid ... ;predicó dia de la Concepcion de N. Señora el R.P. Fr. Francisco de Villalpando ... ;. Madrid.